# Europeiska inomhusmästerskapen i friidrott 2023 – Damernas 60 meter
Damernas 60 meter vid europeiska inomhusmästerskapen i friidrott 2023 avgjordes den 3 mars 2023 på Ataköy Athletics Arena i Istanbul i Turkiet.

## Medaljörer
| Guld                      | Silver            | Brons                       |
| Mujinga Kambundji Schweiz | Ewa Swoboda Polen | Daryll Neita Storbritannien |

## Rekord
| Innan tävlingens start fanns följande rekord | Innan tävlingens start fanns följande rekord | Innan tävlingens start fanns följande rekord | Innan tävlingens start fanns följande rekord | Innan tävlingens start fanns följande rekord |
| -------------------------------------------- | -------------------------------------------- | -------------------------------------------- | -------------------------------------------- | -------------------------------------------- |
| Världsrekord                                 | Irina Privalova (RUS)                        | 6,92                                         | Madrid, Spanien                              | 11 februari 1993                             |
| Europeiskt rekord                            | Irina Privalova (RUS)                        | 6,92                                         | Madrid, Spanien                              | 9 februari 1995                              |
| Mästerskapsrekord                            | Nelli Cooman (NED)                           | 7,00                                         | Madrid, Spanien                              | 23 februari 1986                             |
| Världsårsbästa                               | Aleia Hobbs (USA)                            | 6,94                                         | Albuquerque, USA                             | 18 februari 2023                             |
| Europaårsbästa                               | Mujinga Kambundji (SUI)                      | 7,03                                         | St. Gallen, Schweiz                          | 18 februari 2023                             |

## Program
Alla tider är lokal tid (UTC+03:00).
| Datum       | Tid   | Omgång      |
| ----------- | ----- | ----------- |
| 3 mars 2023 | 12:05 | Försöksheat |
| 3 mars 2023 | 19:05 | Semifinal   |
| 3 mars 2023 | 21:45 | Final       |

## Resultat

### Försöksheat
De fyra första i varje heat 0Q0 samt de fyra snabbaste tiderna 0q0 kvalificerade sig för semifinalerna.
| Placering | Heat | Namn                          | Nationalitet   | Tid  | Noteringar |
| --------- | ---- | ----------------------------- | -------------- | ---- | ---------- |
| 1         | 1    | Ewa Swoboda                   | Polen          | 7,11 | 0Q0        |
| 2         | 2    | Daryll Neita                  | Storbritannien | 7,14 | 0Q0        |
| 3         | 4    | Mujinga Kambundji             | Schweiz        | 7,18 | 0Q0        |
| 4         | 1    | Rani Rosius                   | Belgien        | 7,22 | 0Q0        |
| 5         | 4    | Delphine Nkansa               | Belgien        | 7,22 | 0Q0        |
| 6         | 5    | Arialis Martinez              | Portugal       | 7,24 | 0Q0        |
| 7         | 2    | Alexandra Burghardt           | Tyskland       | 7,24 | 0Q0        |
| 8         | 1    | Polyniki Emmanouilidou        | Grekland       | 7,26 | 0Q0, 0PB0  |
| 9         | 3    | Patrizia van der Weken        | Luxemburg      | 7,26 | 0Q0, 0=SB0 |
| 10        | 5    | Melissa Gutschmidt            | Schweiz        | 7,27 | 0Q0        |
| 11        | 3    | Jaël Bestué                   | Spanien        | 7,30 | 0Q0        |
| 12        | 4    | Rosalina Santos               | Portugal       | 7,30 | 0Q0        |
| 13        | 1    | Sarah Atcho                   | Schweiz        | 7,30 | 0Q0        |
| 14        | 3    | Õilme Võro                    | Estland        | 7,31 | 0Q0, 0PB0  |
| 15        | 5    | Lisa Mayer                    | Tyskland       | 7,31 | 0Q0        |
| 16        | 2    | Olivia Fotopoulou             | Cypern         | 7,32 | 0Q0        |
| 17        | 2    | Lorène Dorcas Bazolo          | Portugal       | 7,32 | 0Q0        |
| 18        | 3    | Magdalena Stefanowicz         | Polen          | 7,32 | 0Q0        |
| 19        | 1    | Julia Henriksson              | Sverige        | 7,33 | 0q0        |
| 20        | 4    | Irene Siragusa                | Italien        | 7,35 | 0Q0        |
| 21        | 1    | Anna Bongiorni                | Italien        | 7,36 | 0q0        |
| 22        | 5    | Asha Philip                   | Storbritannien | 7,36 | 0Q0        |
| 23        | 3    | N'Ketia Seedo                 | Nederländerna  | 7,37 | 0q0        |
| 24        | 2    | Martyna Kotwiła               | Polen          | 7,38 | 0q0        |
| 25        | 5    | Gloria Hooper                 | Italien        | 7,39 |            |
| 26        | 4    | Joan Healy                    | Irland         | 7,41 |            |
| 27        | 5    | Milana Tirnanić               | Serbien        | 7,42 |            |
| 28        | 5    | Boglárka Takács               | Ungern         | 7,42 |            |
| 29        | 2    | Rafalia Spanoudaki-Chatziriga | Grekland       | 7,43 |            |
| 30        | 4    | Magdalena Lindner             | Österrike      | 7,44 |            |
| 31        | 3    | Jusztina Csóti                | Ungern         | 7,45 |            |
| 32        | 2    | Viktória Forster              | Slovakien      | 7,51 |            |
| 33        | 1    | Anna Pursiainen               | Finland        | 7,52 |            |
| 34        | 4    | Guðbjörg Jóna Bjarnadóttir    | Island         | 7,56 |            |
| 35        | 3    | Alessandra Gasparelli         | San Marino     | 7,63 |            |
| 36        | 5    | Carla Scicluna                | Malta          | 7,72 | 0SB0       |
| 37        | 3    | Charlotte Afriat              | Monaco         | 8,13 |            |

### Semifinaler
De två första i varje heat 0Q0 samt de två snabbaste tiderna 0q0 kvalificerade sig för finalen.
| Placering | Heat | Namn                   | Nationalitet   | Tid  | Noteringar |
| --------- | ---- | ---------------------- | -------------- | ---- | ---------- |
| 1         | 3    | Mujinga Kambundji      | Schweiz        | 7,05 | 0Q0        |
| 2         | 2    | Daryll Neita           | Storbritannien | 7,07 | 0Q0        |
| 3         | 1    | Ewa Swoboda            | Polen          | 7,10 | 0Q0        |
| 4         | 1    | Rani Rosius            | Belgien        | 7,16 | 0Q0, 0PB0  |
| 5         | 3    | Delphine Nkansa        | Belgien        | 7,22 | 0Q0        |
| 6         | 2    | Alexandra Burghardt    | Tyskland       | 7,23 | 0Q0        |
| 7         | 3    | Jaël Bestué            | Spanien        | 7,23 | 0q0        |
| 8         | 3    | Arialis Martinez       | Portugal       | 7,24 | 0q0        |
| 9         | 2    | Sarah Atcho            | Schweiz        | 7,26 |            |
| 10        | 2    | Patrizia van der Weken | Luxemburg      | 7,27 |            |
| 10        | 3    | Lisa Mayer             | Tyskland       | 7,27 |            |
| 12        | 1    | Õilme Võro             | Estland        | 7,29 | 0=NR0      |
| 13        | 1    | Melissa Gutschmidt     | Schweiz        | 7,30 |            |
| 14        | 2    | N'Ketia Seedo          | Nederländerna  | 7,32 |            |
| 15        | 3    | Magdalena Stefanowicz  | Polen          | 7,32 |            |
| 16        | 2    | Martyna Kotwiła        | Polen          | 7,33 |            |
| 17        | 2    | Lorène Dorcas Bazolo   | Portugal       | 7,34 |            |
| 18        | 2    | Polyniki Emmanouilidou | Grekland       | 7,34 |            |
| 19        | 3    | Julia Henriksson       | Sverige        | 7,34 |            |
| 20        | 1    | Rosalina Santos        | Portugal       | 7,35 |            |
| 21        | 1    | Asha Philip            | Storbritannien | 7,35 |            |
| 22        | 1    | Olivia Fotopoulou      | Cypern         | 7,36 |            |
| 23        | 1    | Irene Siragusa         | Italien        | 7,39 |            |
| 24        | 3    | Anna Bongiorni         | Italien        | 7,39 |            |

### Final
Finalen startade klockan 21:45.
| Placering | Bana | Namn                | Nationalitet   | Tid  | Noteringar |
| --------- | ---- | ------------------- | -------------- | ---- | ---------- |
| 1         | 4    | Mujinga Kambundji   | Schweiz        | 7,00 | 0=MR0      |
| 2         | 6    | Ewa Swoboda         | Polen          | 7,09 | 0=SB0      |
| 3         | 3    | Daryll Neita        | Storbritannien | 7,12 |            |
| 4         | 5    | Rani Rosius         | Belgien        | 7,15 | 0PB0       |
| 5         | 2    | Arialis Martinez    | Portugal       | 7,17 | 0=NR0      |
| 6         | 8    | Delphine Nkansa     | Belgien        | 7,19 | 0PB0       |
| 7         | 7    | Alexandra Burghardt | Tyskland       | 7,24 |            |
| 8         | 1    | Jaël Bestué         | Spanien        | 7,28 |            |